# 기시모토정 (돗토리현)
기시모토정(岸本町)은 돗토리현 사이하쿠군에 설치되었던 정이다. 현재의 동사무소 본청사는 호키정에 해당한다.
2005년 1월 1일에 히노군 미조쿠치정과 합병해 사이하쿠군 호키정이 되었다.

## 역사
- 1955년 3월 31일 - 사이하쿠군 오자키촌, 히노군 야사토촌 및 사이하쿠군 하타고촌의 일부 (오노, 고마치, 가나마와리, 오토도, 사카나가, 이와야다니)를 합병해 성립하였다.
- 2005년 1월 1일 - 히노군 미조쿠치정과 합병해 사이하쿠군 호키정이 성립하였다. 동일 기시모토정은 폐지되었다.

## 교통

### 철도
- 서일본 여객철도 하쿠비 선

### 도로
- 국도 제181호선
- 국도 제183호선
- 국도 제482호선 (일본)(일본어판)